# Perfecto Rodríguez
Perfecto Rodríguez (30 maggio 1933 – 30 ottobre 2013) è stato un calciatore e allenatore di calcio argentino, di ruolo attaccante.

## Caratteristiche tecniche
Centravanti al Chacarita – all'occorrenza veniva schierato anche come ala destra –, trasferitosi in Colombia venne schierato nel ruolo di centrocampista offensivo.

## Carriera

### Giocatore

#### Club
Debuttò nel 1951 con il Chacarita, ma venne incluso stabilmente in prima squadra solo nel 1954; nel 1956 giocò una stagione al Boca Juniors, a fianco di giocatori come Antonio Angelillo e Antonio Rattín. Con l'Estudiantes giocò le tre annate successive, per poi trasferirsi all'Huracán, dietro suggerimento di Néstor Rossi. Dopo 146 partite e 38 gol in Argentina, l'allenatore Fandiño lo chiamò per farlo giocare all'Atlético Bucaramanga (fu il padre a rispondere al telefono e ad accettare l'offerta), debuttando contro l'Once Caldas. Andò dunque ad aumentare il numero, già nutrito, di giocatori argentini in Colombia. Visse il suo periodo migliore con l'Independiente Medellín; a fianco di Omar Corbatta, riuscì a segnare molto, diventando il capocannoniere del campionato nel 1965. Nel 1968 chiuse la carriera, dopo 208 presenze e 119 gol in Colombia.

### Allenatore
Lavorò a stretto contatto con Jorge Luis Pinto durante il suo periodo all'Unión Magdalena, lasciando la guida del Chacarita per allenare la squadra di Santa Marta nel 1979. Nel corso dei suoi tre anni al club, fece debuttare due membri della famiglia Valderrama (Alex "Didí" e Carlos), riuscendo a stabilire un buon rapporto con i giocatori che allenò.

## Palmarès

### Individuale
- Capocannoniere della Categoría Primera A: 1

1965 (38 gol)